# Michael Andrew Martin O'Neill
Michael Andrew Martin O'neill, conhecido apenas como Michael O'Neill (Portadown, 5 de julho de 1969), é um ex-futebolista e treinador de futebol norte-irlandês, que atuava como meio-campista. Atualmente treina a Seleção Norte-Irlandesa.
Revelado pelo Coleraine em 1984, destacou-se pelo Hibernian e pelo Dundee United, além de ter jogado por Newcastle, Coventry City, Aberdeen, Reading (ambos por empréstimo), Wigan, St. Johnstone, Portland Timbers, Clydebank e Glentoran. Encerrou a carreira em 2004, atuando pelo Ayr United.
Pela Seleção da Irlanda do Norte, O'Neill atuou em 31 partidas entre 1988 e 1996, marcando 4 gols.
Virou técnico em 2006, comandando o Brechin City até 2008. Passou também pelo Shamrock Rovers entre 2009 e 2011, ano em que foi contratado para ser o novo treinador da Irlanda do Norte, substituindo Nigel Worthington.

## Títulos

### Jogador
- Campeonato na irlanda do norte: 1

Glentoran: 2002-2003
- Liga De Futebol Troféu: 1

Wigan: 1998-1999

### Treinador
- Ligada irlanda: 2

Shamrock Rovers: 2010, 2011